# Округ Шебојган (Висконсин)
Шебојган (енгл. Sheboygan County) је округ у америчкој савезној држави Висконсин.

## Демографија
По попису из 2010. године број становника је 115.507, што је 2.861 (2,5%) становника више него 2000. године.
| Група             | 2000.           | 2010.           |
| Белци             | 102.628 (91,1%) | 100.520 (87,0%) |
| Афроамериканци    | 1.224 (1,1%)    | 1.684 (1,5%)    |
| Азијати           | 3.698 (3,3%)    | 5.310 (4,6%)    |
| Хиспаноамериканци | 3.789 (3,4%)    | 6.329 (5,5%)    |
| Укупно            | 112.646         | 115.507         |